# عباسية (صور)
العباسيّة هي إحدى القرى اللبنانية من قرى قضاء صور في محافظة الجنوب.

## الموقع
تقع بلدة العباسية على بعد عشرة كيلومترات إلى الشمال الشرقي من مدينة صور. وهي تتبع قضاء صور في محافظة الجنوب وترتفع حوالي 150 متر عن سطح البحر وتمتد على مساحة 35 كيلومتر مربع. يحدها من الغرب البحر المتوسط، ومن الجنوب مدينة صور وبلدة البرج الشمالي، ومن جهة الشرق دير قانون النهر طورا، ومن الشمال برج رحال. فيما تبتعد عن العاصمة بيروت نحو 84 كلم. ووقوعها في هذه النقطة الوسط بين صور وقرى منطقتها الشمالية، يجعلها امتدادًا عمرانيًا واقتصاديًا وحضاريًا للمدينة ومركز خدمات أساسيا للقرى المحيطة.

## العباسية في التاريخ
ينسب اسم بلدة العباسية إلى الشيخ عباس المحمد الصغير حاكم صور وقانا وشحور من جبل عامل قي جنوب لبنان العام 1750 ميلادية – 1160 هجرية. كانت تعتبر جزءا من «بالاتيروس» خلال الحقبة الفينيقية. وتأكد ذلك بالاثار التي وجدت فيه والطريق الروماني للعربات والتي كانت تربط صور ببانياس في سوريا..
كما عثر فيها على مدافن وآثار تعود إلى العصور : الفينيقية واليونانية والرومانية والبيزنطية..

## عدد سكانها
يبلغ عدد سكان العباسية المسجلين حوالي 9000 نسمة. والمقيمين ضمن النطاق البلدي حوالي 18000 نسمة. ويعيش عدد كبير من أبناء العباسية في بلاد الاغتراب لا سيما في أفريقيا والخليج العربي، الامر الذي كان عاملًا أساسيًا في نمو البلدة سريعًا ونهوضًا عمرانيًا واقتصاديًا. 

## وصلات خارجية
لمزيد من الإطلاع على أحوال هذه البلدة اللبنانية مراجعة
- موقع بلدة العباسية
- موقع آخر لبلدة العباسية